# Tour Down Under 2020
La 22.ª edición del Tour Down Under (llamado oficialmente: Santos Tour Down Under) fue una carrera de ciclismo en ruta por etapas que se celebró entre el 21 y el 26 de enero de 2020 en Australia con inicio en el suburbio de Tanunda y final en la ciudad de Willunga Hill sobre un recorrido de 870,2 km.
La carrera formó parte del UCI WorldTour 2020, calendario ciclístico de máximo nivel mundial, siendo la primera carrera de dicho circuito. El vencedor final fue el australiano Richie Porte del Trek-Segafredo. Completaron el podio, como segundo y tercer clasificado respectivamente, el italiano Diego Ulissi del UAE Emirates y el alemán Simon Geschke del CCC.

## Equipos participantes
Tomaron parte en la carrera 20 equipos: 19 de categoría UCI WorldTeam y la selección nacional de Australia. Formaron así un pelotón de 140 ciclistas de los que acabaron 132. Los equipos que participaron fueron los siguientes:
| WorldTeams (19)- AG2R La Mondiale - Astana - Bahrain McLaren - Bora-Hansgrohe - CCC Team - Cofidis - Deceuninck-Quick Step - EF Pro Cycling - Groupama-FDJ - Israel Start-Up Nation - Lotto Soudal - Mitchelton-Scott - Movistar Team - NTT Pro Cycling - Ineos - Jumbo-Visma - Team Sunweb - Trek-Segafredo - UAE Team Emirates translation for headoftableIII_translate index 39 not found- UniSA-Australia |
| |

## Recorrido
El Tour Down Under dispuso de seis etapas para un recorrido total de 870,2 kilómetros, donde se contempló en las cinco primeras etapas algunas dificultades en varios puntos de la carrera. Asimismo, la sexta etapa terminó en la subida final a Willunga Hill con una ascensión de 3,5 kilómetros de longitud y 7% de desnivel, lo que a menudo desempeña un papel decisivo en la carrera.
| Etapa     | Fecha     | Recorrido                    | type                   | Distancia (km) | Ganador         | Líder        |
| --------- | --------- | ---------------------------- | ---------------------- | -------------- | --------------- | ------------ |
| 1.ª etapa | 21 de ene | Tanunda – Tanunda            | etapa llana            | 150            | Sam Bennett     | Sam Bennett  |
| 2.ª etapa | 22 de ene | Woodside – Stirling          | etapa escarpada        | 135,8          | Caleb Ewan      | Caleb Ewan   |
| 3.ª etapa | 23 de ene | Ciudad de Unley – Paracombe  | etapa de media montaña | 131,8          | Richie Porte    | Richie Porte |
| 4.ª etapa | 24 de ene | Norwood – Murray Bridge      | etapa escarpada        | 152,8          | Caleb Ewan      | Richie Porte |
| 5.ª etapa | 25 de ene | Glenelg – Victor Harbor      | etapa de media montaña | 149,1          | Giacomo Nizzolo | Daryl Impey  |
| 6.ª etapa | 26 de ene | McLaren Vale – Willunga Hill | etapa de media montaña | 151,5          | Matthew Holmes  | Richie Porte |

## Desarrollo de la carrera

### 1.ª etapa
| Tanunda - Tanunda | etapa llana | (150 km) |

| \| Clasificación de la etapa \| Clasificación de la etapa \| Clasificación de la etapa \| Clasificación de la etapa \| Clasificación de la etapa \| \| Ciclista \| Ciclista \| Equipo \| Tiempo \| \| \| ------------------------- \| ------------------------- \| ------------------------- \| ------------------------- \| ------------------------- \| \| 1.º \| Sam Bennett \| Deceuninck-Quick Step \| 3 h 28 min 54 s \| \| \| 2.º \| Jasper Philipsen \| UAE Team Emirates \| + 0 s \| \| \| 3.º \| Erik Baška \| Bora-Hansgrohe \| + 0 s \| \| \| 4.º \| Elia Viviani \| Cofidis \| + 0 s \| \| \| 5.º \| André Greipel \| Israel Start-Up Nation \| + 0 s \| \| \| 6.º \| Kristoffer Halvorsen \| EF Pro Cycling \| + 0 s \| \| \| 7.º \| Caleb Ewan \| Lotto-Soudal \| + 0 s \| \| \| 8.º \| Marc Sarreau \| Groupama-FDJ \| + 0 s \| \| \| 9.º \| Samuel Welsford \| UniSA-Australia \| + 0 s \| \| \| 10.º \| Alberto Dainese \| Team Sunweb \| + 0 s \| \| |                      |                        |                 |
| |                      |                        |                 |
| Fuente: ProCyclingStats |                      |                        |                 |
| Clasificación de la etapa |                      |                        |                 |
| Ciclista | Ciclista             | Equipo                 | Tiempo          |
| 1.º | Sam Bennett          | Deceuninck-Quick Step  | 3 h 28 min 54 s |
| 2.º | Jasper Philipsen     | UAE Team Emirates      | + 0 s           |
| 3.º | Erik Baška           | Bora-Hansgrohe         | + 0 s           |
| 4.º | Elia Viviani         | Cofidis                | + 0 s           |
| 5.º | André Greipel        | Israel Start-Up Nation | + 0 s           |
| 6.º | Kristoffer Halvorsen | EF Pro Cycling         | + 0 s           |
| 7.º | Caleb Ewan           | Lotto-Soudal           | + 0 s           |
| 8.º | Marc Sarreau         | Groupama-FDJ           | + 0 s           |
| 9.º | Samuel Welsford      | UniSA-Australia        | + 0 s           |
| 10.º | Alberto Dainese      | Team Sunweb            | + 0 s           |

| \| Clasificación general \| Clasificación general \| Clasificación general \| Clasificación general \| Clasificación general \| \| Ciclista \| Ciclista \| Equipo \| Tiempo \| \| \| --------------------- \| --------------------- \| --------------------- \| --------------------- \| --------------------- \| \| 1.º \| Sam Bennett \| Deceuninck-Quick Step \| 3 h 28 min 44 s \| \| \| 2.º \| Jasper Philipsen \| UAE Team Emirates \| + 4 s \| \| \| 3.º \| Erik Baška \| Bora-Hansgrohe \| + 6 s \| \| \| 4.º \| Daryl Impey \| Mitchelton-Scott \| + 7 s \| \| \| 5.º \| Jarrad Drizners \| UniSA-Australia \| + 7 s \| \| \| 6.º \| Christopher Lawless \| Team Ineos \| + 8 s \| \| \| 7.º \| Dylan Sunderland \| NTT Pro Cycling \| + 8 s \| \| \| 8.º \| Nathan Haas \| Cofidis \| + 9 s \| \| \| 9.º \| Michael Storer \| Team Sunweb \| + 9 s \| \| \| 10.º \| Elia Viviani \| Cofidis \| + 10 s \| \| |                     |                       |                 |
| |                     |                       |                 |
| Fuente: ProCyclingStats |                     |                       |                 |
| Clasificación general |                     |                       |                 |
| Ciclista | Ciclista            | Equipo                | Tiempo          |
| 1.º | Sam Bennett         | Deceuninck-Quick Step | 3 h 28 min 44 s |
| 2.º | Jasper Philipsen    | UAE Team Emirates     | + 4 s           |
| 3.º | Erik Baška          | Bora-Hansgrohe        | + 6 s           |
| 4.º | Daryl Impey         | Mitchelton-Scott      | + 7 s           |
| 5.º | Jarrad Drizners     | UniSA-Australia       | + 7 s           |
| 6.º | Christopher Lawless | Team Ineos            | + 8 s           |
| 7.º | Dylan Sunderland    | NTT Pro Cycling       | + 8 s           |
| 8.º | Nathan Haas         | Cofidis               | + 9 s           |
| 9.º | Michael Storer      | Team Sunweb           | + 9 s           |
| 10.º | Elia Viviani        | Cofidis               | + 10 s          |

### 2.ª etapa
| Woodside - Stirling | etapa escarpada | (135,8 km) |

| \| Clasificación de la etapa \| Clasificación de la etapa \| Clasificación de la etapa \| Clasificación de la etapa \| Clasificación de la etapa \| \| Ciclista \| Ciclista \| Equipo \| Tiempo \| \| \| ------------------------- \| ------------------------- \| ------------------------- \| ------------------------- \| ------------------------- \| \| 1.º \| Caleb Ewan \| Lotto-Soudal \| 3 h 29 min 01 s \| \| \| 2.º \| Daryl Impey \| Mitchelton-Scott \| + 0 s \| \| \| 3.º \| Nathan Haas \| Cofidis \| + 0 s \| \| \| 4.º \| Jasper Philipsen \| UAE Team Emirates \| + 0 s \| \| \| 5.º \| Fabio Felline \| Astana \| + 0 s \| \| \| 6.º \| Andrea Vendrame \| AG2R La Mondiale \| + 0 s \| \| \| 7.º \| Timo Roosen \| Jumbo-Visma \| + 0 s \| \| \| 8.º \| Luis León Sánchez \| Astana \| + 0 s \| \| \| 9.º \| Diego Ulissi \| UAE Team Emirates \| + 0 s \| \| \| 10.º \| George Bennett \| Jumbo-Visma \| + 0 s \| \| |                   |                   |                 |
| |                   |                   |                 |
| Fuente: ProCyclingStats |                   |                   |                 |
| Clasificación de la etapa |                   |                   |                 |
| Ciclista | Ciclista          | Equipo            | Tiempo          |
| 1.º | Caleb Ewan        | Lotto-Soudal      | 3 h 29 min 01 s |
| 2.º | Daryl Impey       | Mitchelton-Scott  | + 0 s           |
| 3.º | Nathan Haas       | Cofidis           | + 0 s           |
| 4.º | Jasper Philipsen  | UAE Team Emirates | + 0 s           |
| 5.º | Fabio Felline     | Astana            | + 0 s           |
| 6.º | Andrea Vendrame   | AG2R La Mondiale  | + 0 s           |
| 7.º | Timo Roosen       | Jumbo-Visma       | + 0 s           |
| 8.º | Luis León Sánchez | Astana            | + 0 s           |
| 9.º | Diego Ulissi      | UAE Team Emirates | + 0 s           |
| 10.º | George Bennett    | Jumbo-Visma       | + 0 s           |

| \| Clasificación general \| Clasificación general \| Clasificación general \| Clasificación general \| Clasificación general \| \| Ciclista \| Ciclista \| Equipo \| Tiempo \| \| \| --------------------- \| --------------------- \| --------------------- \| --------------------- \| --------------------- \| \| 1.º \| Caleb Ewan \| Lotto-Soudal \| 6 h 56 min 15 s \| \| \| 2.º \| Sam Bennett \| Deceuninck-Quick Step \| + 0 s \| \| \| 3.º \| Daryl Impey \| Mitchelton-Scott \| + 1 s \| \| \| 4.º \| Jasper Philipsen \| UAE Team Emirates \| + 4 s \| \| \| 5.º \| Nathan Haas \| Cofidis \| + 5 s \| \| \| 6.º \| Jarrad Drizners \| UniSA-Australia \| + 7 s \| \| \| 7.º \| Dylan Sunderland \| NTT Pro Cycling \| + 8 s \| \| \| 8.º \| Christopher Lawless \| Team Ineos \| + 8 s \| \| \| 9.º \| Jay McCarthy \| Bora-Hansgrohe \| + 8 s \| \| \| 10.º \| George Bennett \| Jumbo-Visma \| + 9 s \| \| |                     |                       |                 |
| |                     |                       |                 |
| Fuente: ProCyclingStats |                     |                       |                 |
| Clasificación general |                     |                       |                 |
| Ciclista | Ciclista            | Equipo                | Tiempo          |
| 1.º | Caleb Ewan          | Lotto-Soudal          | 6 h 56 min 15 s |
| 2.º | Sam Bennett         | Deceuninck-Quick Step | + 0 s           |
| 3.º | Daryl Impey         | Mitchelton-Scott      | + 1 s           |
| 4.º | Jasper Philipsen    | UAE Team Emirates     | + 4 s           |
| 5.º | Nathan Haas         | Cofidis               | + 5 s           |
| 6.º | Jarrad Drizners     | UniSA-Australia       | + 7 s           |
| 7.º | Dylan Sunderland    | NTT Pro Cycling       | + 8 s           |
| 8.º | Christopher Lawless | Team Ineos            | + 8 s           |
| 9.º | Jay McCarthy        | Bora-Hansgrohe        | + 8 s           |
| 10.º | George Bennett      | Jumbo-Visma           | + 9 s           |

### 3.ª etapa
| Ciudad de Unley - Paracombe | etapa de media montaña | (131,8 km) |

| \| Clasificación de la etapa \| Clasificación de la etapa \| Clasificación de la etapa \| Clasificación de la etapa \| Clasificación de la etapa \| \| Ciclista \| Ciclista \| Equipo \| Tiempo \| \| \| ------------------------- \| ------------------------- \| ------------------------- \| ------------------------- \| ------------------------- \| \| 1.º \| Richie Porte \| Trek-Segafredo \| 3 h 14 min 09 s \| \| \| 2.º \| Robert Power \| Team Sunweb \| + 5 s \| \| \| 3.º \| Simon Yates \| Mitchelton-Scott \| + 5 s \| \| \| 4.º \| Rohan Dennis \| Team Ineos \| + 5 s \| \| \| 5.º \| Diego Ulissi \| UAE Team Emirates \| + 5 s \| \| \| 6.º \| Daryl Impey \| Mitchelton-Scott \| + 5 s \| \| \| 7.º \| Dylan van Baarle \| Team Ineos \| + 5 s \| \| \| 8.º \| Simon Geschke \| CCC Team \| + 5 s \| \| \| 9.º \| George Bennett \| Jumbo-Visma \| + 5 s \| \| \| 10.º \| Lucas Hamilton \| Mitchelton-Scott \| + 5 s \| \| |                  |                   |                 |
| |                  |                   |                 |
| Fuente: ProCyclingStats |                  |                   |                 |
| Clasificación de la etapa |                  |                   |                 |
| Ciclista | Ciclista         | Equipo            | Tiempo          |
| 1.º | Richie Porte     | Trek-Segafredo    | 3 h 14 min 09 s |
| 2.º | Robert Power     | Team Sunweb       | + 5 s           |
| 3.º | Simon Yates      | Mitchelton-Scott  | + 5 s           |
| 4.º | Rohan Dennis     | Team Ineos        | + 5 s           |
| 5.º | Diego Ulissi     | UAE Team Emirates | + 5 s           |
| 6.º | Daryl Impey      | Mitchelton-Scott  | + 5 s           |
| 7.º | Dylan van Baarle | Team Ineos        | + 5 s           |
| 8.º | Simon Geschke    | CCC Team          | + 5 s           |
| 9.º | George Bennett   | Jumbo-Visma       | + 5 s           |
| 10.º | Lucas Hamilton   | Mitchelton-Scott  | + 5 s           |

| \| Clasificación general \| Clasificación general \| Clasificación general \| Clasificación general \| Clasificación general \| \| Ciclista \| Ciclista \| Equipo \| Tiempo \| \| \| --------------------- \| --------------------- \| --------------------- \| --------------------- \| --------------------- \| \| 1.º \| Richie Porte \| Trek-Segafredo \| 10 h 10 min 24 s \| \| \| 2.º \| Daryl Impey \| Mitchelton-Scott \| + 6 s \| \| \| 3.º \| Robert Power \| Team Sunweb \| + 9 s \| \| \| 4.º \| Simon Yates \| Mitchelton-Scott \| + 11 s \| \| \| 5.º \| George Bennett \| Jumbo-Visma \| + 14 s \| \| \| 6.º \| Diego Ulissi \| UAE Team Emirates \| + 15 s \| \| \| 7.º \| Simon Geschke \| CCC Team \| + 15 s \| \| \| 8.º \| Rohan Dennis \| Team Ineos \| + 15 s \| \| \| 9.º \| Dylan van Baarle \| Team Ineos \| + 15 s \| \| \| 10.º \| Lucas Hamilton \| Mitchelton-Scott \| + 15 s \| \| |                  |                   |                  |
| |                  |                   |                  |
| Fuente: ProCyclingStats |                  |                   |                  |
| Clasificación general |                  |                   |                  |
| Ciclista | Ciclista         | Equipo            | Tiempo           |
| 1.º | Richie Porte     | Trek-Segafredo    | 10 h 10 min 24 s |
| 2.º | Daryl Impey      | Mitchelton-Scott  | + 6 s            |
| 3.º | Robert Power     | Team Sunweb       | + 9 s            |
| 4.º | Simon Yates      | Mitchelton-Scott  | + 11 s           |
| 5.º | George Bennett   | Jumbo-Visma       | + 14 s           |
| 6.º | Diego Ulissi     | UAE Team Emirates | + 15 s           |
| 7.º | Simon Geschke    | CCC Team          | + 15 s           |
| 8.º | Rohan Dennis     | Team Ineos        | + 15 s           |
| 9.º | Dylan van Baarle | Team Ineos        | + 15 s           |
| 10.º | Lucas Hamilton   | Mitchelton-Scott  | + 15 s           |

### 4.ª etapa
| Norwood - Murray Bridge | etapa escarpada | (152,8 km) |

| \| Clasificación de la etapa \| Clasificación de la etapa \| Clasificación de la etapa \| Clasificación de la etapa \| Clasificación de la etapa \| \| Ciclista \| Ciclista \| Equipo \| Tiempo \| \| \| ------------------------- \| ------------------------- \| ------------------------- \| ------------------------- \| ------------------------- \| \| 1.º \| Caleb Ewan \| Lotto-Soudal \| 3 h 29 min 08 s \| \| \| 2.º \| Sam Bennett \| Deceuninck-Quick Step \| + 0 s \| \| \| 3.º \| Jasper Philipsen \| UAE Team Emirates \| + 0 s \| \| \| 4.º \| André Greipel \| Israel Start-Up Nation \| + 0 s \| \| \| 5.º \| Alberto Dainese \| Team Sunweb \| + 0 s \| \| \| 6.º \| Martin Laas \| Bora-Hansgrohe \| + 0 s \| \| \| 7.º \| Giacomo Nizzolo \| NTT Pro Cycling \| + 0 s \| \| \| 8.º \| Erik Baška \| Bora-Hansgrohe \| + 0 s \| \| \| 9.º \| Marc Sarreau \| Groupama-FDJ \| + 0 s \| \| \| 10.º \| Michael Mørkøv \| Deceuninck-Quick Step \| + 0 s \| \| |                  |                        |                 |
| |                  |                        |                 |
| Fuente: ProCyclingStats |                  |                        |                 |
| Clasificación de la etapa |                  |                        |                 |
| Ciclista | Ciclista         | Equipo                 | Tiempo          |
| 1.º | Caleb Ewan       | Lotto-Soudal           | 3 h 29 min 08 s |
| 2.º | Sam Bennett      | Deceuninck-Quick Step  | + 0 s           |
| 3.º | Jasper Philipsen | UAE Team Emirates      | + 0 s           |
| 4.º | André Greipel    | Israel Start-Up Nation | + 0 s           |
| 5.º | Alberto Dainese  | Team Sunweb            | + 0 s           |
| 6.º | Martin Laas      | Bora-Hansgrohe         | + 0 s           |
| 7.º | Giacomo Nizzolo  | NTT Pro Cycling        | + 0 s           |
| 8.º | Erik Baška       | Bora-Hansgrohe         | + 0 s           |
| 9.º | Marc Sarreau     | Groupama-FDJ           | + 0 s           |
| 10.º | Michael Mørkøv   | Deceuninck-Quick Step  | + 0 s           |

| \| Clasificación general \| Clasificación general \| Clasificación general \| Clasificación general \| Clasificación general \| \| Ciclista \| Ciclista \| Equipo \| Tiempo \| \| \| --------------------- \| --------------------- \| --------------------- \| --------------------- \| --------------------- \| \| 1.º \| Richie Porte \| Trek-Segafredo \| 13 h 39 min 32 s \| \| \| 2.º \| Daryl Impey \| Mitchelton-Scott \| + 3 s \| \| \| 3.º \| Robert Power \| Team Sunweb \| + 8 s \| \| \| 4.º \| Simon Yates \| Mitchelton-Scott \| + 11 s \| \| \| 5.º \| George Bennett \| Jumbo-Visma \| + 14 s \| \| \| 6.º \| Diego Ulissi \| UAE Team Emirates \| + 15 s \| \| \| 7.º \| Simon Geschke \| CCC Team \| + 15 s \| \| \| 8.º \| Rohan Dennis \| Team Ineos \| + 15 s \| \| \| 9.º \| Dylan van Baarle \| Team Ineos \| + 15 s \| \| \| 10.º \| Lucas Hamilton \| Mitchelton-Scott \| + 23 s \| \| |                  |                   |                  |
| |                  |                   |                  |
| Fuente: ProCyclingStats |                  |                   |                  |
| Clasificación general |                  |                   |                  |
| Ciclista | Ciclista         | Equipo            | Tiempo           |
| 1.º | Richie Porte     | Trek-Segafredo    | 13 h 39 min 32 s |
| 2.º | Daryl Impey      | Mitchelton-Scott  | + 3 s            |
| 3.º | Robert Power     | Team Sunweb       | + 8 s            |
| 4.º | Simon Yates      | Mitchelton-Scott  | + 11 s           |
| 5.º | George Bennett   | Jumbo-Visma       | + 14 s           |
| 6.º | Diego Ulissi     | UAE Team Emirates | + 15 s           |
| 7.º | Simon Geschke    | CCC Team          | + 15 s           |
| 8.º | Rohan Dennis     | Team Ineos        | + 15 s           |
| 9.º | Dylan van Baarle | Team Ineos        | + 15 s           |
| 10.º | Lucas Hamilton   | Mitchelton-Scott  | + 23 s           |

### 5.ª etapa
| Glenelg - Victor Harbor | etapa de media montaña | (149,1 km) |

| \| Clasificación de la etapa \| Clasificación de la etapa \| Clasificación de la etapa \| Clasificación de la etapa \| Clasificación de la etapa \| \| Ciclista \| Ciclista \| Equipo \| Tiempo \| \| \| ------------------------- \| ------------------------- \| ------------------------- \| ------------------------- \| ------------------------- \| \| 1.º \| Giacomo Nizzolo \| NTT Pro Cycling \| 3 h 32 min 45 s \| \| \| 2.º \| Simone Consonni \| Cofidis \| + 0 s \| \| \| 3.º \| Sam Bennett \| Deceuninck-Quick Step \| + 0 s \| \| \| 4.º \| Michael Mørkøv \| Deceuninck-Quick Step \| + 0 s \| \| \| 5.º \| Jasper Philipsen \| UAE Team Emirates \| + 0 s \| \| \| 6.º \| André Greipel \| Israel Start-Up Nation \| + 0 s \| \| \| 7.º \| Kristoffer Halvorsen \| EF Pro Cycling \| + 0 s \| \| \| 8.º \| Caleb Ewan \| Lotto-Soudal \| + 0 s \| \| \| 9.º \| Fabio Felline \| Astana \| + 0 s \| \| \| 10.º \| Daryl Impey \| Mitchelton-Scott \| + 0 s \| \| |                      |                        |                 |
| |                      |                        |                 |
| Fuente: ProCyclingStats |                      |                        |                 |
| Clasificación de la etapa |                      |                        |                 |
| Ciclista | Ciclista             | Equipo                 | Tiempo          |
| 1.º | Giacomo Nizzolo      | NTT Pro Cycling        | 3 h 32 min 45 s |
| 2.º | Simone Consonni      | Cofidis                | + 0 s           |
| 3.º | Sam Bennett          | Deceuninck-Quick Step  | + 0 s           |
| 4.º | Michael Mørkøv       | Deceuninck-Quick Step  | + 0 s           |
| 5.º | Jasper Philipsen     | UAE Team Emirates      | + 0 s           |
| 6.º | André Greipel        | Israel Start-Up Nation | + 0 s           |
| 7.º | Kristoffer Halvorsen | EF Pro Cycling         | + 0 s           |
| 8.º | Caleb Ewan           | Lotto-Soudal           | + 0 s           |
| 9.º | Fabio Felline        | Astana                 | + 0 s           |
| 10.º | Daryl Impey          | Mitchelton-Scott       | + 0 s           |

| \| Clasificación general \| Clasificación general \| Clasificación general \| Clasificación general \| Clasificación general \| \| Ciclista \| Ciclista \| Equipo \| Tiempo \| \| \| --------------------- \| --------------------- \| --------------------- \| --------------------- \| --------------------- \| \| 1.º \| Daryl Impey \| Mitchelton-Scott \| 17 h 12 min 15 s \| \| \| 2.º \| Richie Porte \| Trek-Segafredo \| + 2 s \| \| \| 3.º \| Robert Power \| Team Sunweb \| + 9 s \| \| \| 4.º \| Simon Yates \| Mitchelton-Scott \| + 13 s \| \| \| 5.º \| George Bennett \| Jumbo-Visma \| + 16 s \| \| \| 6.º \| Diego Ulissi \| UAE Team Emirates \| + 17 s \| \| \| 7.º \| Simon Geschke \| CCC Team \| + 17 s \| \| \| 8.º \| Rohan Dennis \| Team Ineos \| + 17 s \| \| \| 9.º \| Dylan van Baarle \| Team Ineos \| + 17 s \| \| \| 10.º \| Lucas Hamilton \| Mitchelton-Scott \| + 25 s \| \| |                  |                   |                  |
| |                  |                   |                  |
| Fuente: ProCyclingStats |                  |                   |                  |
| Clasificación general |                  |                   |                  |
| Ciclista | Ciclista         | Equipo            | Tiempo           |
| 1.º | Daryl Impey      | Mitchelton-Scott  | 17 h 12 min 15 s |
| 2.º | Richie Porte     | Trek-Segafredo    | + 2 s            |
| 3.º | Robert Power     | Team Sunweb       | + 9 s            |
| 4.º | Simon Yates      | Mitchelton-Scott  | + 13 s           |
| 5.º | George Bennett   | Jumbo-Visma       | + 16 s           |
| 6.º | Diego Ulissi     | UAE Team Emirates | + 17 s           |
| 7.º | Simon Geschke    | CCC Team          | + 17 s           |
| 8.º | Rohan Dennis     | Team Ineos        | + 17 s           |
| 9.º | Dylan van Baarle | Team Ineos        | + 17 s           |
| 10.º | Lucas Hamilton   | Mitchelton-Scott  | + 25 s           |

### 6.ª etapa
| McLaren Vale - Willunga Hill | etapa de media montaña | (151,5 km) |

| \| Clasificación de la etapa \| Clasificación de la etapa \| Clasificación de la etapa \| Clasificación de la etapa \| Clasificación de la etapa \| \| Ciclista \| Ciclista \| Equipo \| Tiempo \| \| \| ------------------------- \| ------------------------- \| ------------------------- \| ------------------------- \| ------------------------- \| \| 1.º \| Matthew Holmes \| Lotto-Soudal \| 3 h 24 min 54 s \| \| \| 2.º \| Richie Porte \| Trek-Segafredo \| + 3 s \| \| \| 3.º \| Manuele Boaro \| Astana \| + 4 s \| \| \| 4.º \| Bruno Armirail \| Groupama-FDJ \| + 7 s \| \| \| 5.º \| Michael Storer \| Team Sunweb \| + 7 s \| \| \| 7.º \| Diego Ulissi \| UAE Team Emirates \| + 7 s \| \| \| 8.º \| Simon Geschke \| CCC Team \| + 7 s \| \| \| 9.º \| Dylan van Baarle \| Team Ineos \| + 7 s \| \| \| 10.º \| Simon Yates \| Mitchelton-Scott \| + 23 s \| \| |                  |                   |                 |
| |                  |                   |                 |
| Fuente: ProCyclingStats |                  |                   |                 |
| Clasificación de la etapa |                  |                   |                 |
| Ciclista | Ciclista         | Equipo            | Tiempo          |
| 1.º | Matthew Holmes   | Lotto-Soudal      | 3 h 24 min 54 s |
| 2.º | Richie Porte     | Trek-Segafredo    | + 3 s           |
| 3.º | Manuele Boaro    | Astana            | + 4 s           |
| 4.º | Bruno Armirail   | Groupama-FDJ      | + 7 s           |
| 5.º | Michael Storer   | Team Sunweb       | + 7 s           |
| 7.º | Diego Ulissi     | UAE Team Emirates | + 7 s           |
| 8.º | Simon Geschke    | CCC Team          | + 7 s           |
| 9.º | Dylan van Baarle | Team Ineos        | + 7 s           |
| 10.º | Simon Yates      | Mitchelton-Scott  | + 23 s          |

## Clasificaciones finales
- Las clasificaciones finalizaron de la siguiente forma:[3]

### Clasificación general
| \| Clasificación general \| Clasificación general \| Clasificación general \| Clasificación general \| Clasificación general \| \| Ciclista \| Ciclista \| Equipo \| Tiempo \| \| \| --------------------- \| --------------------- \| --------------------- \| --------------------- \| --------------------- \| \| 1.º \| Richie Porte \| Trek-Segafredo \| 20 h 37 min 08 s \| \| \| 2.º \| Diego Ulissi \| UAE Team Emirates \| + 25 s \| \| \| 3.º \| Simon Geschke \| CCC Team \| + 25 s \| \| \| 4.º \| Rohan Dennis \| Team Ineos \| + 25 s \| \| \| 5.º \| Dylan van Baarle \| Team Ineos \| + 25 s \| \| \| 6.º \| Daryl Impey \| Mitchelton-Scott \| + 30 s \| \| \| 7.º \| Simon Yates \| Mitchelton-Scott \| + 37 s \| \| \| 8.º \| George Bennett \| Jumbo-Visma \| + 46 s \| \| \| 9.º \| Lucas Hamilton \| Mitchelton-Scott \| + 52 s \| \| \| 10.º \| Hermann Pernsteiner \| Bahrain McLaren \| + 54 s \| \| |                     |                   |                  |
| |                     |                   |                  |
| Fuente: ProCyclingStats |                     |                   |                  |
| Clasificación general |                     |                   |                  |
| Ciclista | Ciclista            | Equipo            | Tiempo           |
| 1.º | Richie Porte        | Trek-Segafredo    | 20 h 37 min 08 s |
| 2.º | Diego Ulissi        | UAE Team Emirates | + 25 s           |
| 3.º | Simon Geschke       | CCC Team          | + 25 s           |
| 4.º | Rohan Dennis        | Team Ineos        | + 25 s           |
| 5.º | Dylan van Baarle    | Team Ineos        | + 25 s           |
| 6.º | Daryl Impey         | Mitchelton-Scott  | + 30 s           |
| 7.º | Simon Yates         | Mitchelton-Scott  | + 37 s           |
| 8.º | George Bennett      | Jumbo-Visma       | + 46 s           |
| 9.º | Lucas Hamilton      | Mitchelton-Scott  | + 52 s           |
| 10.º | Hermann Pernsteiner | Bahrain McLaren   | + 54 s           |

### Clasificación de la montaña
| Clasificación de la montaña | Clasificación de la montaña | Clasificación de la montaña | Clasificación de la montaña | Clasificación de la montaña |
| Ciclista                    | Ciclista                    | Equipo                      | Puntos                      |                             |
| --------------------------- | --------------------------- | --------------------------- | --------------------------- | --------------------------- |
| 1.º                         | Joey Rosskopf               | CCC Team                    | 51 pts                      |                             |
| 2.º                         | Richie Porte                | Trek-Segafredo              | 38 pts                      |                             |
| 3.º                         | Bruno Armirail              | Groupama-FDJ                | 18 pts                      |                             |
| 4.º                         | Matthew Holmes              | Lotto-Soudal                | 16 pts                      |                             |
| 5.º                         | Manuele Boaro               | Astana                      | 14 pts                      |                             |
| 6.º                         | Simon Yates                 | Mitchelton-Scott            | 12 pts                      |                             |
| 7.º                         | Samuel Jenner               | UniSA-Australia             | 10 pts                      |                             |
| 8.º                         | Dylan Sunderland            | NTT Pro Cycling             | 9 pts                       |                             |
| 9.º                         | Daryl Impey                 | Mitchelton-Scott            | 8 pts                       |                             |
| 10.º                        | George Bennett              | Jumbo-Visma                 | 8 pts                       |                             |

### Clasificación por puntos
| Clasificación por puntos | Clasificación por puntos | Clasificación por puntos | Clasificación por puntos | Clasificación por puntos |
| Ciclista                 | Ciclista                 | Equipo                   | Puntos                   |                          |
| ------------------------ | ------------------------ | ------------------------ | ------------------------ | ------------------------ |
| 1.º                      | Jasper Philipsen         | UAE Team Emirates        | 63 pts                   |                          |
| 2.º                      | Daryl Impey              | Mitchelton-Scott         | 48 pts                   |                          |
| 3.º                      | Caleb Ewan               | Lotto-Soudal             | 47 pts                   |                          |
| 4.º                      | Sam Bennett              | Deceuninck-Quick Step    | 42 pts                   |                          |
| 5.º                      | André Greipel            | Israel Start-Up Nation   | 38 pts                   |                          |
| 6.º                      | Richie Porte             | Trek-Segafredo           | 29 pts                   |                          |
| 7.º                      | Diego Ulissi             | UAE Team Emirates        | 28 pts                   |                          |
| 8.º                      | Giacomo Nizzolo          | NTT Pro Cycling          | 24 pts                   |                          |
| 9.º                      | Erik Baška               | Bora-Hansgrohe           | 21 pts                   |                          |
| 10.º                     | Rohan Dennis             | Team Ineos               | 20 pts                   |                          |

### Clasificación de los jóvenes
| Clasificación del mejor joven | Clasificación del mejor joven | Clasificación del mejor joven | Clasificación del mejor joven | Clasificación del mejor joven |
| Ciclista                      | Ciclista                      | Equipo                        | Tiempo                        |                               |
| ----------------------------- | ----------------------------- | ----------------------------- | ----------------------------- | ----------------------------- |
| 1.º                           | Pavel Sivakov                 | Team Ineos                    | 20 h 38 min 13 s              |                               |
| 2.º                           | Santiago Buitrago             | Bahrain McLaren               | + 15 s                        |                               |
| 3.º                           | Jarrad Drizners               | UniSA-Australia               | + 31 s                        |                               |
| 4.º                           | Florian Stork                 | Team Sunweb                   | + 34 s                        |                               |
| 5.º                           | Michael Storer                | Team Sunweb                   | + 3 min 02 s                  |                               |
| 6.º                           | Juan Pedro López              | Trek-Segafredo                | + 5 min 51 s                  |                               |
| 7.º                           | Samuele Battistella           | NTT Pro Cycling               | + 6 min 21 s                  |                               |
| 8.º                           | Juri Hollmann                 | Movistar Team                 | + 8 min 18 s                  |                               |
| 9.º                           | João Almeida                  | Deceuninck-Quick Step         | + 9 min 41 s                  |                               |
| 10.º                          | Jonas Rutsch                  | EF Pro Cycling                | + 11 min 30 s                 |                               |

### Clasificación por equipos
| Clasificación por equipos | Clasificación por equipos | Clasificación por equipos | Clasificación por equipos |
| Equipo                    | Equipo                    | Tiempo                    |                           |
| ------------------------- | ------------------------- | ------------------------- | ------------------------- |
| 1.º                       | Ineos                     | 61 h 53 min 19 s          |                           |
| 2.º                       | Mitchelton-Scott          | + 25 s                    |                           |
| 3.º                       | Team Sunweb               | + 1 min 19 s              |                           |
| 4.º                       | Astana                    | + 1 min 30 s              |                           |
| 5.º                       | Bahrain McLaren           | + 1 min 32 s              |                           |

## Evolución de las clasificaciones
| Etapa                   | Vencedor                | Clasificación general | Clasificación de la montaña | Clasificación de los sprints | Clasificación de los jóvenes | Clasificación por equipos | Premio de la combatividad |
| ----------------------- | ----------------------- | --------------------- | --------------------------- | ---------------------------- | ---------------------------- | ------------------------- | ------------------------- |
| 1.ª                     | Sam Bennett             | Sam Bennett           | Jarrad Drizners             | Sam Bennett                  | Jasper Philipsen             | UAE Emirates              | Joey Rosskopf             |
| 2.ª                     | Caleb Ewan              | Caleb Ewan            | Joey Rosskopf               | Jasper Philipsen             | Jasper Philipsen             | UAE Emirates              | Laurens de Vreese         |
| 3.ª                     | Richie Porte            | Richie Porte          | Joey Rosskopf               | Daryl Impey                  | Pavel Sivakov                | Mitchelton-Scott          | Miles Scotson             |
| 4.ª                     | Caleb Ewan              | Richie Porte          | Joey Rosskopf               | Jasper Philipsen             | Pavel Sivakov                | Mitchelton-Scott          | Laurens de Vreese         |
| 5.ª                     | Giacomo Nizzolo         | Daryl Impey           | Joey Rosskopf               | Jasper Philipsen             | Pavel Sivakov                | Mitchelton-Scott          | Mads Pedersen             |
| 6.ª                     | Matthew Holmes          | Richie Porte          | Joey Rosskopf               | Jasper Philipsen             | Pavel Sivakov                | INEOS                     | Luke Rowe                 |
| Clasificaciones finales | Clasificaciones finales | Richie Porte          | Joey Rosskopf               | Jasper Philipsen             | Pavel Sivakov                | INEOS                     | no entregado              |

## Ciclistas participantes y posiciones finales
Convenciones:
- AB-N: Abandono en la etapa "N"
- FLT-N: Retiro por llegada fuera del límite de tiempo en la etapa "N"
- NTS-N: No tomó la salida para la etapa "N"
- DES-N: Descalificado o expulsado en la etapa "N"

## UCI World Ranking
El Tour Down Under otorgó puntos para el UCI World Ranking para corredores de los equipos en las categorías UCI WorldTeam, UCI ProTeam y Continental. Las siguientes tablas son el baremo de puntuación y los 10 corredores que obtuvieron más puntos:
| Posición              | 1.º | 2.º | 3.º | 4.º | 5.º | 6.º | 7.º | 8.º | 9.º | 10.º | 11.º | 12.º | 13.º | 14.º | 15.º | 16.º-20.º | 21.º-30.º | 31.º-50.º | 51.º-55.º | 56.º-60.º |
| Clasificación general | 500 | 400 | 325 | 275 | 225 | 175 | 150 | 125 | 100 | 85   | 70   | 60   | 50   | 40   | 35   | 30        | 20        | 10        | 5         | 3         |
| Por etapa             | 60  | 25  | 10  |     |     |     |     |     |     |      |      |      |      |      |      |           |           |           |           |           |
| Líder                 | 10  |     |     |     |     |     |     |     |     |      |      |      |      |      |      |           |           |           |           |           |

| Clasificación |                  |                       |         |       |       |       |
| Ciclista      | Ciclista         | Equipo                | General | Etapa | Líder | Total |
| ------------- | ---------------- | --------------------- | ------- | ----- | ----- | ----- |
| 1.º           | Richie Porte     | Trek-Segafredo        | 500     | 85    | 20    | 605   |
| 2.º           | Diego Ulissi     | UAE Emirates          | 400     | -     | -     | 400   |
| 3.º           | Simon Geschke    | CCC                   | 325     | -     | -     | 325   |
| 4.º           | Rohan Dennis     | INEOS                 | 275     | -     | -     | 275   |
| 5.º           | Dylan van Baarle | INEOS                 | 225     | -     | -     | 225   |
| 6.º           | Daryl Impey      | Mitchelton-Scott      | 175     | 25    | 10    | 210   |
| 7.º           | Simon Yates      | Mitchelton-Scott      | 150     | 10    | -     | 160   |
| 8.º           | Caleb Ewan       | Lotto Soudal          | 5       | 120   | 10    | 135   |
| 9.º           | George Bennett   | Jumbo-Visma           | 125     | -     | -     | 125   |
| 10.º          | Sam Bennett      | Deceuninck-Quick Step | -       | 95    | 10    | 105   |